# Liste von Presseregeln
Presseregeln enthalten journalistisch-ethische Grundregeln, die insbesondere von den Pressevereinigungen herausgegeben werden.
Presseregeln im deutschsprachigen Raum sind:
- Publizistische Grundsätze (Pressekodex) des Deutschen Presserats, 1973
- Ehrenkodex für die österreichische Presse des Österreichischen Presserats, 1971
- Erklärung der Pflichten und Rechte der Journalistinnen und Journalisten des Schweizer Presserates, 1999

Ferner:
- Code of Ethics (Canons of Journalism) der American Society of Newspaper Editors, 1923